# Хехлер, Эрнст
Эрнст Хехлер (нем. Ernst Hechler; 21 ноября 1907, Лаутербах, Верхний Гессен — 23 октября 1965, Альцай) — немецкий офицер-подводник и пилот, капитан 3-го ранга (1 июля 1943 года).

## Биография
Эрнест Хехлер родился 21 ноября 1907 в городе Лаутербах провинции Гессен-Нассау.
В 1928—1929 Эрнест обучался в немецких школах для пилотов в городе Шлайсхайм и Варнемюнде. Проходить военную подготовку он начал на учебном корабле «Ниоб» (Niobe).
10 октября 1929 года поступил на флот кадетом, а в 1930 году совершил первые учебные полёты. 1 октября 1933 года произведён в лейтенанты. Служил на лёгком крейсере «Кёнигсберг», инструктором военно-морского училища в Мюрвике. 1 сентября 1934 получил звание обер-лейтенанта.
В мае 1935 года переведён в ВВС (9-я авиадивизия), командовал эскадрильей, занимал различные командные должности.

### Вторая мировая война
В период с сентября 1940 года по март 1941 года Хехлер совершил в общей сложности 62 боевых вылета на Heinkel He 111.
В июле 1943 года перешёл в подводный флот. Прошёл ряд учебных курсов по управлению подводной лодкой. 3 февраля 1944 года назначен командиром подлодки U-870 (4-я флотилия подводных лодок кригсмарине), на которой совершил 1 поход длительностью 103 суток.
21 января 1945 года награждён Рыцарским крестом Железного креста.
Всего за время военных действий Хехлер потопил 4 судна общим водоизмещением 13 804 брт и повредил 1 эскортный миноносец USS Fogg (DE 57) водоизмещением 1400 брт.
30 марта 1945 года лодка Хехлера была уничтожена в Бремене во время налёта американской авиации.
В апреле — мае 1945 года — 1-й адмирал-офицер в оперативном отделе штаба командующего подводным флотом.